# Carmin
Carminul

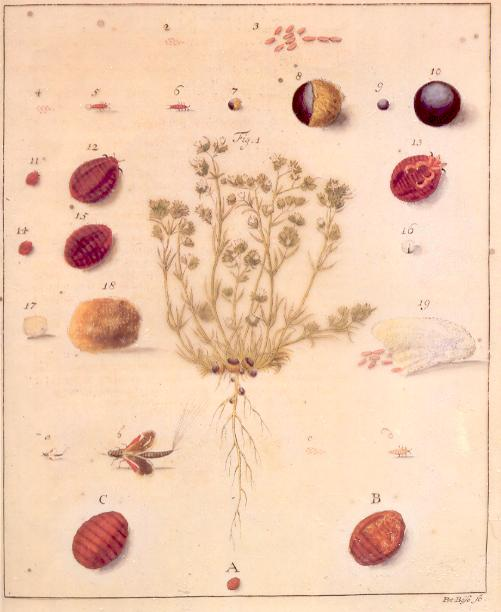
Coșenila poloneză - o insectă folosită la producerea carminului

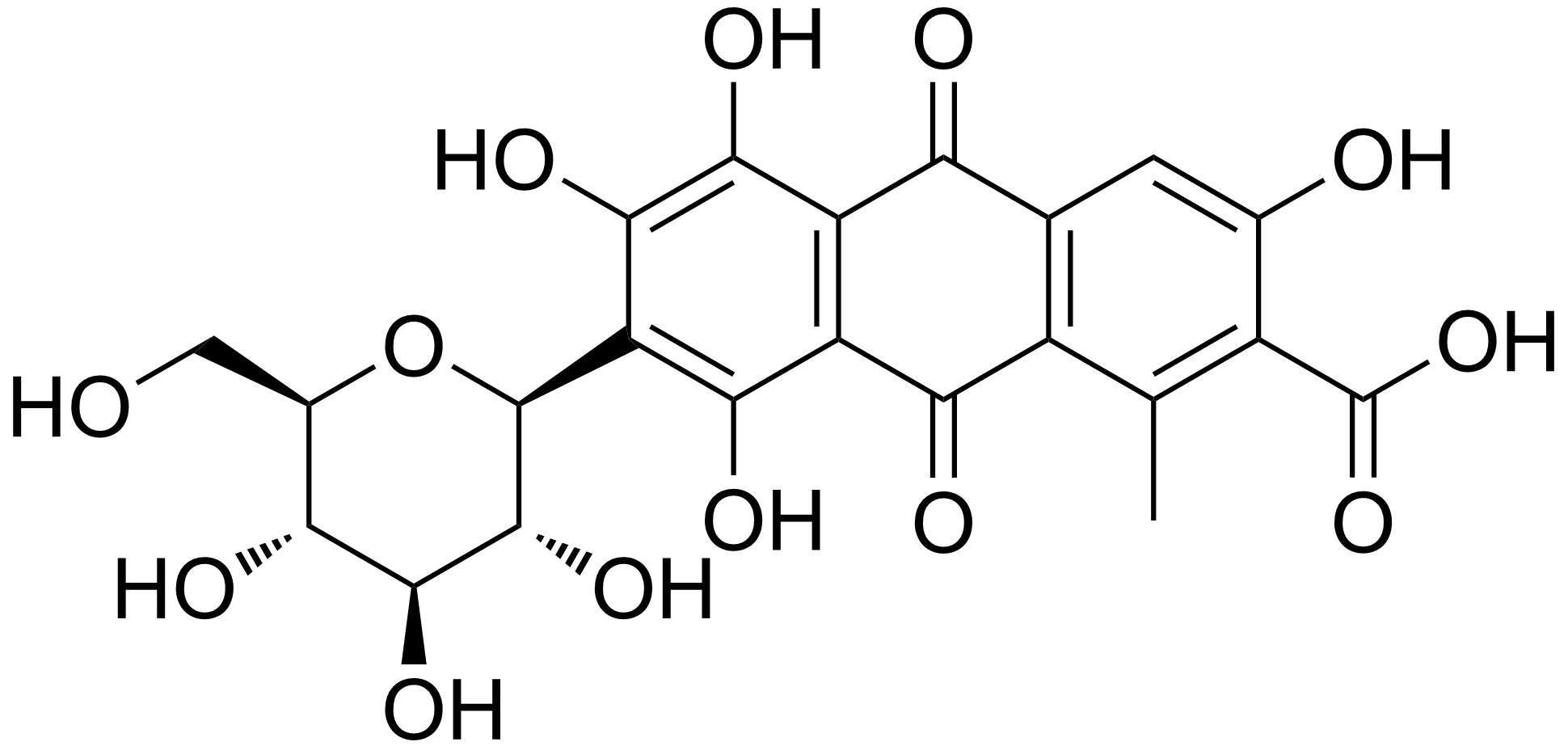
Acidul carminic

Carmin (pronunțat [kɑrmɪn]), numit și cârmâz, roșu natural 4, C.I. 75470, ori E120, este un pigment al unui colorant roșu-deschis obținut din sarea de aluminiu a acidului carminic, care este produs de unele insecte la scară largă, cum ar fi coșenila roșie și coșenila poloneză, și este folosit ca un termen general pentru un colorant roșu-închis cu același nume. 
Carminul sau E120 este (un pigment de culoare roșie aprins) obținut din acidul carminic produs prin zdrobirea femelei insectei din superfamilia Coccoidea, cum ar fi cochinealul și cochinealul polonez. Carminul este folosit în produsele alimentare, cum ar fi iaurtul și anumite mărci de sucuri, în special cele colorate rubin-roșii. Se mai utilizează la fabricarea florilor artificiale, vopselelor, cerneală și alte produse cosmetice.

## Etimologie
Cuvântul carmin este derivat din limba italiană:  carmin, limba latină:  carminium, limba arabă:  qîrmîz (cârmâz), înseamnă „cărămiziu (popular ~ o petală)
”, limba sanscrită:  krimiga, înseamnă „produs-insectic
” și limba latină:  cinnabar, și se presupune că este de origine iberică.